# Komorowo (powiat szamotulski)
Komorowo – wieś w Polsce położona w województwie wielkopolskim, w powiecie szamotulskim, w gminie Kaźmierz, nad jeziorem Bytyńskim (na północnym brzegu).

## Historia
Miejscowość pierwotnie związana była z Wielkopolską i ma metrykę średniowieczną. Istnieje co najmniej od drugiej połowy XIV wieku. Po raz pierwszy odnotowana została w języku łacińskim dokumencie z 1386 pod obecną nazwą "Komorowo".
Okolice miejscowości były zasiedlone jednak już wcześniej niż odnotowały to zachowane zapisy historyczne. W pobliżu wsi na półwyspie Jeziora Bytyńskiego, który dawniej był wyspą, w pobliżu Pólka znalezisko ułamki naczyń glinianych z okresu ok. 600-1250. Na brzegu jeziora, w pobliżu stodoły polnej znaleziono ułamki naczyń glinianych z okresu ok. 600-1250 lub późniejszego. Przy drodze do Półka, gdzie odchodzi droga do Sokolnik Wielkich, od drogi do Pólka na południe, archeolodzy odkryli cmentarzysko szkieletowe z okresu ok. 950-1100.
Wieś była początkowo własnością szlachecką w dobrach Kazimierz należącą do wielkopolskiej szlachty z rodu Komorowskch, którzy od nazwy wsi przyjęli odmiejscowe nazwisko, a później także do Ostrorogów Świdwów, Prusimskich. W 1473 leżała w powiecie poznańskim województwa poznańskiego w Koronie Królestwa Polskiego. W 1508 wieś należała do parafii Kazimierz.
W latach 1386-1405 właścicielem wsi był Iwan Komorowski z Komorowa rodu Poturga zwanych także Jeleń. Z zapisów sądowych z 1386 dotyczących właściciela pochodzą także pierwsze informacje o wsi Komorowo. Iwan toczył proces z Niemierzą z Żydowa, któremu najechał dziedzinę Żydowo. Został pozwany o spalenie gaju oraz wyrządzenie innych szkód. Iwan nie stawił się przed sądem i miał Niemierzy zapłacić  100 grzywien tytułem odszkodowania za wyrządzone szkody. W 1404 Iwan zapowiedział przed sądem ziemskim swoją dziedzinę Komorowo w swoich granicach w stosunku do wszystkich sąsiadów. W 1405 on oraz Wincenty Trzcieliński, obaj herbu Poturgi świadczyli przy wywodzie szlachectwa Macieja z Jarosławca i jego braci Szymona i Mikołaja.
W latach 1423-1435 odnotowany został w historycznych źródłach Zachariasz z Komorowa zaufany wojewody poznańskiego Sędziwoja z Ostroroga, który w latach 1419-1426 był burgrabią w Kościanie, a w latach 1430-1440 wicewojewodą w Poznaniu. Znany jest z kilku XV wiecznych majątkowych spraw sądowych np. w 1423 Zachariasz toczył proces o koma z Wincentym ze wsi Olsze koło Śremu.
W latach 1434-1450 właścicielem wsi był Dobrogost Ostroróg z Szamotuł, podkomorzy, a potem kasztelan poznański, syn wojewody poznańskiego Sędziwoja Ostroroga Świdwy. W 1434 Dobrogost kupił Komorowo od Zachariasza Piaskowskiego z Komorowa za 1000 grzywien. W 1445 sprzedał on swym wnukom, dzieciom Jana, Janowi Starszemu i Janowi Młodszemu zwanym Świdwa oraz ich siostrom przyrodnim, córkom Zofii Świdwie, Elżbiecie i Beacie, miasto Kaźmierz wraz z przynależącymi wsiami, a w tym m.in. Komorowo, w zamian za ich dobra macierzyste oraz za 2000 grzywien, z zastrzeżeniem prawa wykupu. W 1450 Dobrogost sprzedał tymże miasto Kaźmierz wraz z wsiami, w tym m.in. z Komorowem oraz z gródkiem (łac. "fortalicium"), za 400 grzywien, z zastrzeżeniem prawa wykupu.
Zachowały się źródła kościelne odnotowujące wieś. W 1423 według zachowanej kopii z lat 1488-1492 dla prebendy zwanej „Gorzyszewice” w katedry poznańskiej figuruje dziesięcina snopowa z Komorowa, lecz kanonik Janusz Szołowski, ze wsi Wszołów w powiecie kaliskim "nie znał jej wartości, ani też nigdy jej nie pobierał, ponieważ role komorowskie, niegdyś uprawiane przez kmieci, obecnie uprawiała szlachta" - dziedzice Komorowa. W 1510 dla plebana w Kaźmierzu pobierano ze wsi dziesięcinę w postaci wiardunku po 6 groszy z łana kmiecego oraz meszne.
W 1469 dziedzicem wsi był Jan Świdwa Starszy z Szamotuł syn Jana, oraz wnuk Dobrogosta. Został on pozwany ze swej części miasta Szamotuły oraz połówek dziedzin, m.in. Komorowa, przez Jana Sierakowskiego syna zmarłego Wincentego Sierakowskiego o 100 grzywien półgroszy, które zapisał Wincentemu.
W 1502 właścicielem we wsi był Wincenty Świdwa z Szamotuł syn Jana Starszego, który na swej połowie miasta Szamotuły, połowie wsi Brodziszewo, na mieście Kaźmierz oraz wsiach "Pietrsko" (obecnie Piersko", Komorowo i Gorszewice, sprzedał kolegium wikariuszy katedry poznańskiej 12 grzywien, trzy wiardunki oraz 4 grosze czynszu rocznego za 161 grzywien, z zastrzeżeniem prawa wykupu. W 1512 połowa miasta Szamotuły, młyn w mieście Kaźmierz, połowy przynależnych wsi, a w tym m.in. połowa Komorowa uwolnione zostały od czynszu 16 grzywien na rzecz wikariuszy katedry poznańskiej. W 1526 wspomniane dobra uwolniono całkowicie od tego czynszu.
Miejscowość odnotowały także historyczne rejestry podatkowe dzięki, którym znamy stosunki własnościowe we wsi. W 1508 pobrano podatki od 7 łanów i opuszczonej karczmy. W 1510 miał miejsce pobór od 6 łanów. W 1510 od 7 łanów osiadłych, 7 łanów opuszczonych. W 1563 pobór odbył się od 8 łanów, a sołtys zapłacił od jednego łana. Pobrano także opłatę od karczmy dorocznej. W 1580 pobór odbył się z 9 łanów, a sołtys zapłacił od łana. W 1577 płatnikiem poboru podatkowego z Komorowa był Jan Świdwa syn kasztelana biechowskiego Jana Świdwy Szamotulskiego i Elżbiety oraz wnuk kasztelana gnieźnieńskiego Wincentego Świdwy Szamotulskiego. W 1580 płatnikiem poboru był Jan Prusimski.
Wieś szlachecka położona była w 1580 roku w powiecie poznańskim województwa poznańskiego w Rzeczypospolitej Obojga Narodów. Wskutek II rozbioru Polski w 1793, miejscowość przeszła pod władanie Prus i jak cała Wielkopolska znalazła się w zaborze pruskim.
W latach 1975–1998 miejscowość należała administracyjnie do województwa poznańskiego.

## Zabytki
W położonym nad jeziorem parku krajobrazowym o pow. 3 ha znajduje się dom, będący pozostałością po dawnym pałacyku piętrowym z końca XIX w., który po przebudowach zatracił swoje cechy stylowe. w pobliżu stoi duża obora z końca XIX w.